# 銀河鉄道な夜
銀河鉄道な夜（ぎんがてつどうなよる）は、1998年11月3日 - 12月22日までの毎週火曜日深夜24:50-25:20（JST、「Shin-D」枠）に、日本テレビ系で放送されていた深夜ドラマである。ジョビジョバメインの深夜ドラマ。脚本は安田風流。

## あらすじ
「銀河鉄道色恋沙汰本線」。その車両に集まった、5人の乗客と1人の車掌。
自らの降りるべき駅を探して旅を続ける乗客は恋愛沙汰の問題が原因で死んだ男たちであり、恋愛に悩んでいた。
やがて、乗客たち全員の過去に同じ名前の女性が関わっていることが判明し、謎は深まっていく。

## キャスト＆登場人物
- セーヤ（演：長谷川朝晴）

本名：讃岐誠也。享年：25歳。本作におけるストーリーテラー。
「女の気まぐれに振り回されるのはもうたくさん駅」から乗車してきた。恋愛経験1回。
- タマ（演：木下明水）

本名：宗田珠男。享年：29歳。
生前の職業はホストで、多数の女を食いものにしてきたらしいが、初めての男女交際に失敗した際の敗北感を忘れられずにいる。
- チェリー（演：六角慎司）

本名：巣沼敏夫。享年：31歳。
初恋の人に「これから抱き締めた女は呪い殺してやる」と言われたトラウマからまともな恋愛ができず、風俗に行く途中に凍死し童貞のまま最期を遂げた男性。
そのため言動の端々に幼さが見え隠れしている。
- ジロさん（演：マギー）

本名：瀬名次郎。享年48歳。
長い期間列車に乗っており、暇つぶしのために車内販売をしている。妻の浮気相手（間男）を刺殺し、自らもその直後にトラックに撥ねられて命を落とした。
- ヒデ（演：石倉力）

本名：静岡日出男。享年33歳。
ジロさん同様列車に長く乗っており、現在は食堂車のコックを勤めている。
実はジロさんが殺害したという「間男」とは彼のことであり、ジロさんの妻とは元恋人の関係でもあった。
- ジュラシック佐山（演：坂田聡）

本名不明。享年31歳。
実力派プロレスラーとして活躍。パートナーと「プロレス界の美女と野獣」と呼ばれていた（なお佐山の担当は野獣）が、そのパートナーの蹴りが死因となって命を落とす。「もう男なんて信じない駅」から乗車。
- 車掌（演：ミッキー・カーチス）

- 遠山景織子
- 佐伯日菜子
- 緒沢凜
- 秋山菜津子
- 藤田瞳子